# David Jolino Diwampovesa Makelele
David Jolino Diwampovesa Makelele est une personnalité politique de la république démocratique du Congo, cadre de l'UNC et ministre d'État, ministre de la Communication et des Médias dans le gouvernement Ilunga depuis septembre 2019 sous la présidence de Félix Tshisekedi. 